# Finlands Vita Ros’ orden
Finlands Vita Ros’ orden (finska: Suomen Valkoisen Ruusun ritarikunta), är en finländsk orden instiftad 1919 av riksföreståndaren Gustaf Mannerheim.

## Historia
Orden instiftades den 28 januari 1919 av riksföreståndaren Gustaf Mannerheim, och dess statuter fastställdes den 16 maj samma år. De nuvarande statuterna fastställdes den 1 juni 1940. Den inbördes rangordningen av förtjänsttecken fastställdes den 10 oktober 1958. Orden är Finlands främsta orden. Själva orden har fem klasser, och till detta kommer ytterligare 4 medaljer och förtjänsttecken.

### Utseende
Ordens band är ultramarinblått (mörkblått). Ordenstecknet är framtaget av Akseli Gallen-Kallela och består av ett vitt Georgskors infattat i guld, i mitten av korset syns en  heraldisk vit ros. I korsvinklarna syns ett krönt lejon med upphöjt svärd, allt i guld. Vita rosor och ett krönt svärdbärande lejon ingår i Finlands statsvapen. Kraschanen är i formen av ett strålknippe och i mitten syns en cirkel i svart med ordens motto Isänmaan hyväksi vilket på svenska blir För fosterlandets väl, samt innanför denna den heraldiska vita rosen.

### Stormästare
Republikens president är ordens stormästare och bär i egenskap av sådan ordens kedja samt dess storkorskraschan.

## Klasser

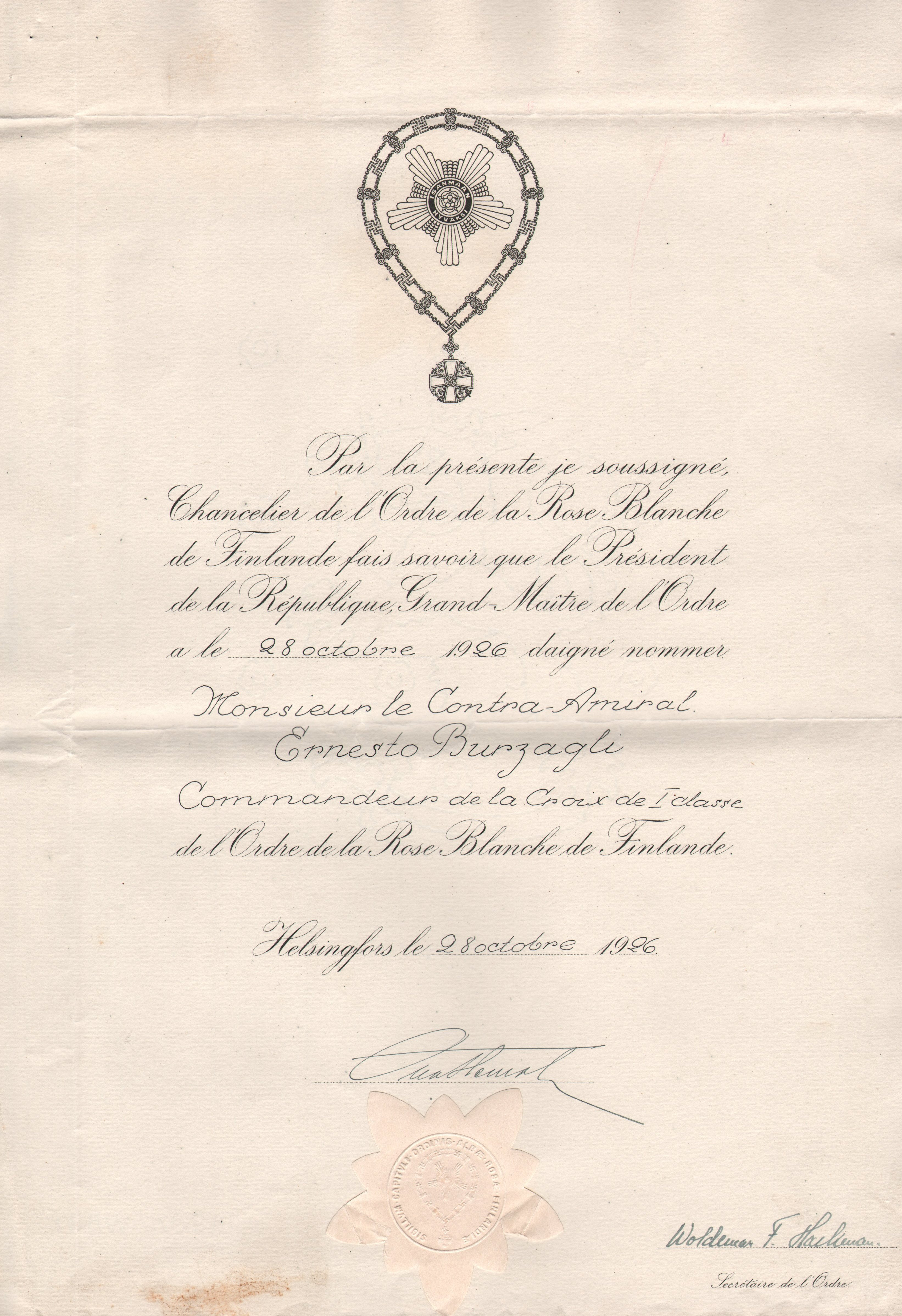
Ordensbrev för amiralen Ernesto Burzaglis utnämning till Kommendör av 1:a klass 1926.

| Ordenstecken | Kraschan | Kedja | Band | Ordensgrad | Tillkomst | Anmärkning |
| ------------ | -------- | ----- | ---- | --- | --------- | ---------- |
|              |          |       |      | Kommendör med stora korset av Finlands Vita Ros' orden med kedja (FVR SK ked.) Suomen Valkoisen Ruusun suurristi ketjuineen (SVR SR ketj.) | 1919      |            |
|              |          | -     |      | Kommendör med stora korset av Finlands Vita Ros' orden (FVR SK) Suomen Valkoisen Ruusun suurristi (SVR SR)                                 | 1919      |            |
|              |          | -     |      | Kommendör av 1. klass av Finlands Vita Ros' orden (FVR K 1) Suomen Valkoisen Ruusun I lk:n komentaja (SVR K I)                             | 1919      |            |
|              | -        | -     |      | Kommendör av Finlands Vita Ros' orden (FVR K) Suomen Valkoisen Ruusun komentaja (SVR K)                                                    | 1919      |            |
|              | -        | -     |      | Riddare av 1. klass av Finlands Vita Ros' orden (FVR R I) Suomen Valkoisen Ruusun I lk:n ritari (SVR R I)                                  | 1919      |            |
|              | -        | -     |      | Riddare av Finlands Vita Ros' orden (FVR R) Suomen Valkoisen Ruusun ritari (SVR R)                                                         | 1919      |            |

Källa:

## Förtjänsttecken och medaljer
Det finns ett flertal förtjänsttecken och medaljer kopplade till orden.
| Utmärkelsetecken | Band | Benämning | Tillkomst | Anmärkning |
| ---------------- | ---- | --- | --------- | ---------- |
|                  |      | Förtjänstkorset av Finlands Vita Ros' orden (FVR Fk) Suomen Valkoisen Ruusun ansioristi (SVR Ar)                                         | 1919      |            |
|                  |      | Medalj av 1. klass med guldkors av Finlands Vita Ros' orden (FVR M I gk) Suomen Valkoisen Ruusun I lk:n mitali kultaristein (SVR M I kr) | 1919      |            |
|                  |      | Medalj av 1. klass av Finlands Vita Ros' orden (FVR M I) Suomen Valkoisen Ruusun I lk:n mitali (SVR M I)                                 | 1919      |            |
|                  |      | Medalj av Finlands Vita Ros' orden (FVR M) Suomen Valkoisen Ruusun mitali (SVR M)                                                        | 1919      |            |

Källa:

## Mottagare
Bland mottagarna finns både offentliga personer, inom riket och utomlands, samt förtjänta finländska medborgare i övrigt. Exempel på rikssvenska mottagare är Carl XVI Gustaf (kommendör med stora korset), kronprinsessan Victoria (kommendör med stora korset), Gunnar Lagergren (kommendör med stora korset), Yngve Larsson (kommendör, 1924), Stig Ramel (kommendör), H.G. Wessberg (kommendör), Olof Molander (riddare av första klass), Knut R. Stanler (riddare av första klass), Birger Nordholm och Hasse Olsson (riddare av första klass) samt Ulf Olsson, chef för sjömätning på Sjöfartsverket (riddare).